# Ancuța Bobocel
Ancuța Bobocel (n. 3 octombrie 1987, Drobeta-Turnu Severin, România) este o alergătoare pe distanțe lungi din România, care s-a specializat în probele de cros și de 3000 de metri cu obstacole.

## Carieră
Olteanca a început cu handbal la 11 ani și la liceu a trecut la atletism. A absolvit liceul Construcții-Montaj din Drobeta -Turnu Severin. Prima ei performanță notabilă a fost medalia de argint la Campionatul European de Juniori din 2003 la 2000 m obstacole. A cucerit aurul la Campionatul European de Cros (sub 20) din 2005, la Campionatul European de Cros (sub 23) din 2007 și, în proba de 3000 m obstacole, la Campionatul European de Tineret de la Kaunas.
Sportiva este multiplă campioană națională și balcanică și a reprezentat România la Jocurile Olimpice de vară din 2008 din 2012 și din 2016. A participat de trei ori la Campionatul Mondial de Atletism (2007, 2009 și 2013). A câștigat medalia de aur la Jocurile Francofoniei din 2009 și 2013, de asemenea a mai câștigat și medalia de argint la Universiada din 2009. La Campionatul European din 2012 de la Helsinki a ocupat locul 4.
În anul 2015 ea a devenit mamă și apoi a trecut pe probe mai lungi. La Campionatul European de Cros din 2016 s-a clasat pe locul 4 în urma norvegiancei Karoline Bjerkeli Grøvdal și cu echipa României (Ancuța Bobocel, Roxana Bârcă, Cristina Negru, Paula Todoran, Andreea Pîșcu, Mădălina Florea) a câștigat medalia de bronz. Anul următor la Campionatul European de Cros de Šamorín româncele (Roxana Bârcă, Ancuța Bobocel, Cristina Simion, Andreea Pîșcu, Claudia Prisecaru, Paula Todoran) au câștigat argintul. În 2018 s-a clasat pe locul 15 la Campionatul Mondial de Semimaraton și pe locul 7 la Campionatul European de la Berlin la 5000 m. Apoi ea a născut al doilea copil.
Este Cetățean de Onoare al Municipiului Drobeta-Turnu Severin.

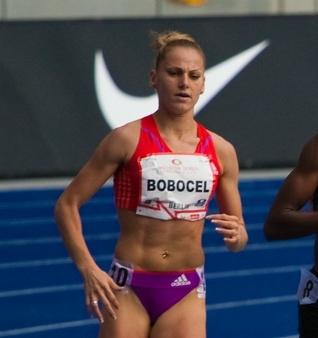
În 2012
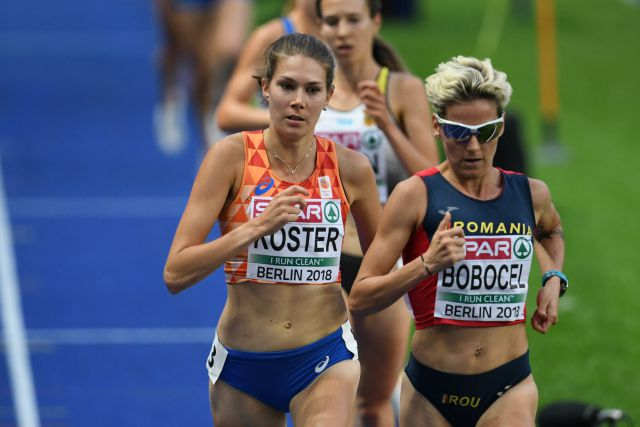
La CE din 2018
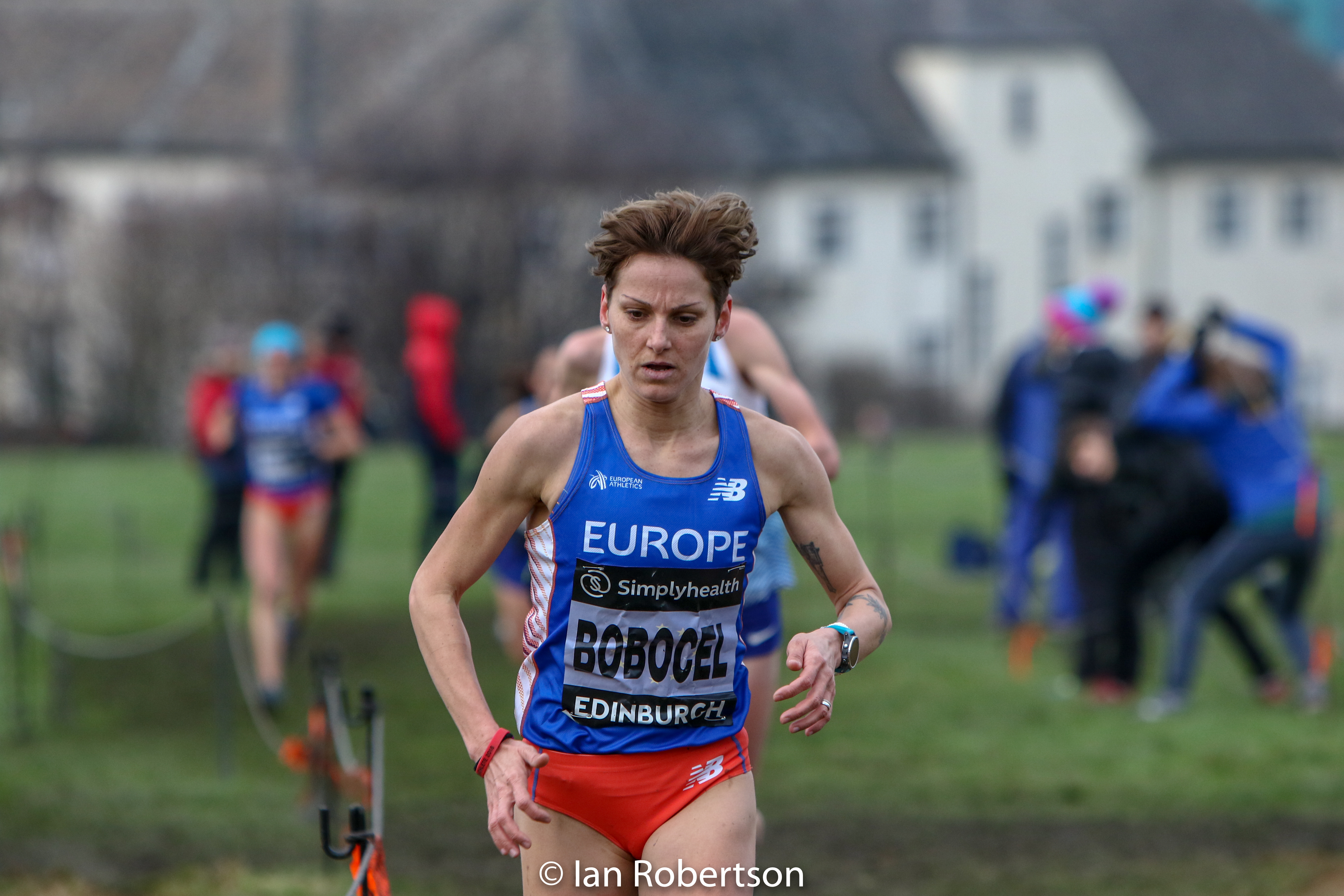
În 2018

## Palmares
| An   | Competiție                               | Locație                        | Loc | Eveniment        | Note     |
| ---- | ---------------------------------------- | ------------------------------ | --- | ---------------- | -------- |
| 2003 | Campionatul European de Juniori (sub 20) | Tampere, Finlanda              | 2   | 2000 m obstacole | 6:32,03  |
| 2004 | Campionatul Mondial de Juniori (sub 20)  | Grosseto, Italia               | 2   | 3000 m obstacole | 9:49,03  |
| 2004 | Campionatul European de Cros (sub 20)    | Heringsdorf, Germania          | 2   | 3,6 km           | 15:57    |
| 2004 | Campionatul European de Cros (sub 20)    | Heringsdorf, Germania          | 1   | echipe           | 15:57    |
| 2005 | Campionatul Mondial de Cros (sub 20)     | Saint-Étienne, Franța          | 21  | 6,153 km         | 22:18    |
| 2005 | Campionatul Mondial de Cros (sub 20)     | Saint-Étienne, Franța          | 13  | echipe           | 22:18    |
| 2005 | Campionatul European de Juniori (sub 20) | Kaunas, Lituania               | 2   | 3000 m obstacole | 10:14,29 |
| 2005 | Campionatul European de Cros (sub 20)    | Tilburg, Olanda                | 1   | 4,83 km          | 15:23    |
| 2005 | Campionatul European de Cros (sub 20)    | Tilburg, Olanda                | 2   | echipe           | 15:23    |
| 2006 | Campionatul Mondial de Juniori (sub 20)  | Beijing, China                 | 2   | 3000 m obstacole | 9:46,19  |
| 2006 | Campionatul European de Cros (sub 20)    | San Giorgio su Legnano, Italia | 3   | 4,1 km           | 12:51    |
| 2006 | Campionatul European de Cros (sub 20)    | San Giorgio su Legnano, Italia | 3   | echipe           | 12:51    |
| 2007 | Campionatul European în sală             | Birmingham, Anglia             | 11  | 3000 m           | 9:18,76  |
| 2007 | Campionatul European de Tineret (sub 23) | Debrecen, Ungaria              | 2   | 3000 m obstacole | 9:41,84  |
| 2007 | Campionatul Mondial                      | Osaka, Japonia                 | 23  | 3000 m obstacole | 9:53,44  |
| 2007 | Campionatul European de Cros (sub 23)    | Toro, Zamora, Spania           | 1   | 6,7 km           | 22:35    |
| 2008 | Jocurile Olimpice                        | Beijing, China                 | 23  | 3000 m obstacole | 9:35,31  |
| 2008 | Campionatul European de Cros (sub 23)    | Bruxelles, Belgia              | 5   | 6,0 km           | 21:43    |
| 2009 | Campionatul European în sală             | Torino, Italia                 | 7   | 3000 m           | 8:59,78  |
| 2009 | Universiada                              | Belgrad, Serbia                | 2   | 3000 m obstacole | 9:38,14  |
| 2009 | Campionatul European de Tineret (sub 23) | Kaunas, Lituania               | 1   | 3000 m obstacole | 9:47,90  |
| 2009 | Campionatul Mondial                      | Berlin, Germania               | 17  | 3000 m obstacole | 9:34,39  |
| 2009 | Jocurile Francofoniei                    | Beirut, Liban                  | 1   | 3000 m obstacole | 10:05,01 |
| 2010 | Campionatul Mondial în sală              | Doha, Qatar                    | 12  | 3000 m           | 8:54,08  |
| 2010 | Campionatul European                     | Barcelona, Spania              | 7   | 3000 m obstacole | 9:41,20  |
| 2011 | Campionatul European în sală             | Paris, Franța                  | 15  | 1500 m           | 4:12,71  |
| 2011 | Campionatul European de Cros             | Velenje, Slovenia              | 41  | 8,170 km         | 28:17    |
| 2011 | Campionatul European de Cros             | Velenje, Slovenia              | 5   | echipe           | 28:17    |
| 2012 | Campionatul European                     | Helsinki, Finlanda             | 4   | 3000 m obstacole | 9:41,32  |
| 2012 | Jocurile Olimpice                        | Londra, Marea Britanie         | 14  | 3000 m obstacole | 9:31,06  |
| 2013 | Campionatul European                     | Göteborg, Suedia               | 11  | 3000 m           | 9:18,37  |
| 2013 | Campionatul Mondial                      | Moscova, Rusia                 | 13  | 3000 m obstacole | 9:53,35  |
| 2013 | Jocurile Francofoniei                    | Nisa, Franța                   | 1   | 3000 m obstacole | 9:46,82  |
| 2015 | Campionatul European de Cros             | Hyères, Franța                 | 5   | 8,087 km         | 26:07    |
| 2015 | Campionatul European de Cros             | Hyères, Franța                 | 6   | echipe           | 26:07    |
| 2016 | Campionatul European                     | Amsterdam, Olanda              | 17  | 3000 m obstacole | 9:48,91  |
| 2016 | Jocurile Olimpice                        | Rio de Janeiro, Brazilia       | 38  | 3000 m obstacole | 9:46,28  |
| 2016 | Campionatul European de Cros             | Chia, Italia                   | 4   | 7,97 km          | 25:27    |
| 2016 | Campionatul European de Cros             | Chia, Italia                   | 3   | echipe           | 25:27    |
| 2017 | Campionatul European în sală             | Belgrad, Serbia                | 11  | 3000 m           | 9:05,74  |
| 2017 | Campionatul European de Cros             | Šamorín, Slovacia              | 11  | 8,23 km          | 27:46    |
| 2017 | Campionatul European de Cros             | Šamorín, Slovacia              | 2   | echipe           | 27:46    |
| 2018 | Campionatul Mondial de Semimaraton       | Valencia, Spania               | 15  | semimaraton      | 1:10:21  |
| 2018 | Campionatul Mondial de Semimaraton       | Valencia, Spania               | 11  | echipe           | 1:10:21  |
| 2018 | Campionatul European                     | Berlin, Germania               | 7   | 5000 m           | 15:16,13 |
| 2018 | Campionatul European                     | Berlin, Germania               | –   | 10 000 m         | NT       |
| 2018 | Campionatul European de Cros             | Tilburg, Olanda                | 30  | 8,3 km           | 27:50    |
| 2018 | Campionatul European de Cros             | Tilburg, Olanda                | 9   | echipe           | 27:50    |
| 2021 | Campionatul European de Cros             | Dublin, Irlanda                | 24  | 8,0 km           | 28:53    |
| 2021 | Campionatul European de Cros             | Dublin, Irlanda                | 9   | echipe           | 28:53    |

## Recorduri personale
| Probă            | Performanță | Dată              | Locație    |
| ---------------- | ----------- | ----------------- | ---------- |
| 3000 m obstacole | 9:25,70     | 17 august 2012    | Stockholm  |
| 3000 m           | 9:10,58     | 26 mai 2007       | București  |
| 5000 m           | 15:16,13    | 12 august 2018    | Berlin     |
| 10 000 m         | 31:43,12    | 19 mai 2018       | Londra     |
| Semimaraton      | 1:10:21     | 24 martie 2018    | Valencia   |
| 1500 m în sală   | 4:08,13     | 5 februarie 2011  | Stuttgart  |
| 3000 m în sală   | 8:52,86     | 16 februarie 2013 | Birmingham |